# 今井絵美子
今井 絵美子（いまい えみこ、1945年7月2日 - 2017年10月8日）は、日本の小説家、時代小説作家。

## 経歴
広島県福山市生まれ。成城大学文芸学部卒業。画廊経営、テレビプロデューサーを経て、執筆活動を開始。
1998年、「もぐら」が第16回大阪女性文芸賞で佳作に選ばれる。
2000年、「母の背中」が第34回北日本文学賞で選奨に選ばれる。
2002年、『蘇鉄のひと 玉蘊』が第2回中・近世文学大賞の最終候補作となり、同作を刊行、小説家デビューを果たす。
2003年、「小日向源伍の終わらない夏」が第10回九州さが大衆文学賞大賞・笹沢左保賞を受賞。2015年、「立場茶屋おりき」シリーズが第4回歴史時代作家クラブ賞（シリーズ賞）を受賞。同年、『群青のとき』が第21回中山義秀文学賞で候補作に選ばれる。
2015年5月にステージ4の乳がんと宣告。闘病中も執筆活動をしていたが、2017年10月8日、広島県福山市内の病院で逝去。葬儀終了後に公表された。
2018年2月10日、今井が生前飼っていたキャシーがねこみみ福山、および、保護ねこcafe Familiaに保護され、里親募集されている。

## 作品リスト

### 立場茶屋おりきシリーズ
- さくら舞う（2006年11月 ハルキ文庫）
- 行合橋（2007年9月 ハルキ文庫）
- 秋の蝶（2008年4月 ハルキ文庫）
- 月影の舞（2009年1月 ハルキ文庫）
- 秋蛍（2009年8月 ハルキ文庫）
- 忘れ雪（2010年10月 ハルキ文庫）
- 若菜摘み（2011年5月 ハルキ文庫）
- 母子草（2011年8月 ハルキ文庫）
- 願の糸（2011年12月 ハルキ文庫）
- 雪割草（2012年3月 ハルキ文庫）
- 虎が雨（2012年6月 ハルキ文庫）
- こぼれ萩（2012年9月 ハルキ文庫）
- 泣きのお銀（2012年12月 ハルキ文庫）
- 品の月（2013年3月 ハルキ文庫）
- 極楽日和（2013年7月 ハルキ文庫）
- 凛として（2013年10月 ハルキ文庫）
- 花かがり（2014年3月 ハルキ文庫）
- 君影草（2014年6月 ハルキ文庫）
- 指切り（2014年10月 ハルキ文庫）
- 由縁の月（2015年3月 ハルキ文庫）
- 佐保姫（2015年6月 ハルキ文庫）
- 一流の客（2015年10月 ハルキ文庫）
- すみれ野（2016年3月 ハルキ文庫）
- 幸せのかたち（2016年6月 ハルキ文庫）
- 永遠(とわ)に（2016年8月 ハルキ文庫）

### 照降町自身番書役日誌シリーズ
- 雁渡り（2006年8月 廣済堂文庫）（2014年5月 角川文庫）
- 寒雀（2007年4月 廣済堂文庫）（2014年7月 角川文庫）
- 虎落笛（2008年2月 廣済堂文庫）（2014年9月 角川文庫）
- 夜半の春（2008年4月 廣済堂文庫）（2014年11月 角川文庫）
- 雲雀野（2011年2月 廣済堂文庫）（2015年1月 角川文庫）

### 便り屋お葉日月抄シリーズ
- 夢おくり（2009年10月 祥伝社文庫）
- 泣きぼくろ（2011年4月 祥伝社文庫）
- なごり月（2011年12月 祥伝社文庫）
- 雪の声（2012年12月 祥伝社文庫）
- 花筏（2013年4月 祥伝社文庫）
- 紅染月（2013年12月 祥伝社文庫）
- 木の実雨（2014年9月 祥伝社文庫）
- 眠れる花（2014年12月 祥伝社文庫）
- 忘憂草（2015年12月 祥伝社文庫）
- 友よ（2017年3月 祥伝社文庫）

### すこくろ幽斎診療記シリーズ
- 寒さ橋（2010年2月 双葉文庫）
- 梅雨の雷（2010年7月 双葉文庫）
- 麦笛（2011年9月 双葉文庫）
- きっと忘れない（2013年6月 双葉文庫）
- 秋暮るる（2014年1月 双葉文庫）
- 青き踏む（2014年4月 双葉文庫）
- 親鳥子鳥（2015年2月 双葉文庫）
- 泣くにはよい日和（2016年2月 双葉文庫）
- 禊川（2017年8月 双葉文庫）

### 髪ゆい猫字屋繁盛記シリーズ
- 忘れ扇（2013年12月 角川文庫）
- 寒紅梅（2014年3月 角川文庫）
- 十六年待って（2014年8月 角川文庫）
- 望の夜（2014年12月 角川文庫）
- 赤まんま（2015年4月 角川文庫）
- 霜しずく（2015年11月 角川文庫）
- 紅い月（2016年12月 角川文庫）
- 残りの秋(とき) （2017年10月 角川文庫）

### 夢草紙人情おかんヶ茶屋シリーズ
- 夢草紙人情おかんヶ茶屋（2012年4月 徳間文庫）
- 縁の糸（2012年7月 徳間文庫）
- 今夜だけ（2013年1月 徳間文庫）
- 夏花（2013年9月 徳間文庫）
- うつし花（2014年7月 徳間文庫）
- 雪まろげ（2015年9月 徳間文庫）
- 優しい嘘（2016年10月 徳間文庫）

### 出入師夢之丞覚書シリーズ
- 母子燕（2007年11月 ハルキ文庫）
- 星の契（2008年10月 ハルキ文庫）
- 梅の香（2010年4月 ハルキ文庫）

### 夢草紙人情ひぐらし店シリーズ
- 暮れがたき（2008年8月 徳間文庫）
- 恋しい（2009年5月 徳間文庫）
- 夢の夢こそ（2012年10月 徳間文庫）

### その他
- 『蘇鉄のひと 玉蘊』（2002年7月 郁朋社）
  - 【改題】「蘇鉄の女」（2008年6月 ハルキ文庫）
- 鷺の墓（2005年6月 ハルキ文庫）
- 雀のお宿（2006年4月 ハルキ文庫）
- 花あらし（2007年6月 ハルキ文庫）
- 儚月（2007年12月 徳間文庫）
- 『美作の風』（2008年9月 角川春樹事務所 / 2012年8月 ハルキ文庫）
- 『夢の夢こそ』（2012年10月 徳間書店 / 2015年3月 徳間文庫）
- 『群青のとき』（2014年12月 KADOKAWA）
- 『綺良のさくら』（2015年8月 角川春樹事務所）
- 『いつもおまえが傍にいた』祥伝社 2016（エッセイ）
- ぶぶ漬屋稲茶にございます（2017年6月 ハルキ文庫）

### 肖像写真について
生前、写真家谷口雅彦が東京・九段会館で撮影した今井氏の肖像写真を気に入り、以降、地元ふくやま文学館で行われた「今井氏絵美子企画展示」でのポスターなどに使用され、都度、自身の肖像写真を使用する際は、折に触れてその写真を指定していたというエピソードが遺されている。